# Remedy (álbum)
Remedy é o sexto álbum de estúdio de David Crowder Band, lançado pela gravadora Sixstepsrecords em 2007.
| Críticas profissionais                                                      | Críticas profissionais |
| Avaliações da crítica                                                       | Avaliações da crítica  |
| Fonte                                                                       | Avaliação              |
| --------------------------------------------------------------------------- | ---------------------- |
| Allmusic                                                                    | [ 3 ]                  |
| Jesus Freak Hideout                                                         | [ 4 ]                  |
| Esta tabela precisa de ser acompanhada por texto em prosa. Consulte o guia. |                        |

## Faixas
1. "The Glory of It All" - 5:14
2. "Can You Feel It?" - 4:26
3. "Everything Glorious" - 3:47
4. "...Neverending..." - 2:51
5. "Never Let Go" - 4:39
6. "O, For a Thousand Tongues to Sing" - 5:08
7. "Rain Down" - 5:24
8. "We Won't Be Quiet" - 2:34
9. "Remedy" - 5:35
10. "Surely We Can Change" - 5:18